# بطولة العالم للدراجات على المضمار 1999
بطولة العالم للدراجات على المضمار 1999 هي الدورة ال96 من بطولة العالم للدراجات على المضمار، أجريت في برلين، ألمانيا.

## النتائج النهائية
| المسابقة                                      | ذهبية                                                        | فضية                                                                | برونزية                                                                    |
| --------------------------------------------- | ------------------------------------------------------------ | ------------------------------------------------------------------- | -------------------------------------------------------------------------- |
| الرجال                                        |                                                              |                                                                     |                                                                            |
| السرعة الفردية                                | Laurent Gané (FRA)                                           | ينس فيدلر (GER)                                                     | فلوريان روسو (FRA)                                                         |
| سباق الكيلو متر ضد الساعة                     | أرنو تورنانت (FRA)                                           | شين كيلي (AUS)                                                      | Stefan Nimke (GER)                                                         |
| سباق المطاردة الفردية                         | روبرت برتكو (ألمانيا)                                        | ينز ليمان (ألمانيا)                                                 | ماورو ترينتيني [الإنجليزية] (إيطاليا)                                      |
| سباق المطاردة الفرقية                         | روبرت برتكو · ينز ليمان · دانيال بيك · جويدو فولست · ألمانيا | سيريل بوس · فرانسيس مورو · جيروم نوفيل · Philippe Ermenault · فرنسا | إدوارد جريتسون · أليكسي ماركوف · Vladislav Borisov · Denis Smyslov · روسيا |
| السرعة الفردية للفرق                          | Laurent Gané · فلوريان روسو · أرنو تورنانت · فرنسا           | كريس هوي · كريغ ماكلين · جيسون كويلي · بريطانيا العظمى              | سورين لسبريغ · Stefan Nimke · Eyk Pokorny · ألمانيا                        |
| السرعة الفردية بالترادف (بالإنجليزية: tandem)‏ |                                                              |                                                                     |                                                                            |
| السباق الأمريكي (ماديسون)                     | جوان يانيراس · إسحاق غالفيث · إسبانيا                        | جيمي مادسن · جاكوب بيل · الدنمارك                                   | أندرياس كابس · أولاف بولاك · ألمانيا                                       |
| الكيرين                                       | ينس فيدلر (GER)                                              | أنتوني بيدين (NZL)                                                  | فريديريك ماغني (FRA)                                                       |
| سباق النقاط                                   | برونو ريسي (SUI)                                             | فاسيل ياكوفليف (UKR)                                                | تشو هو سونج (KOR)                                                          |
| السيدات                                       |                                                              |                                                                     |                                                                            |
| السرعة الفردية                                | فيليسيا بالينغر (FRA)                                        | ميشيل فيريس (AUS)                                                   | تانيا دوبنيكوف (CAN)                                                       |
| سباق 500 متر ضد الساعة                        | فيليسيا بالينغر (5) (FRA)                                    | Jiang Cuihua (CHN)                                                  | Ulrike Weichelt (GER)                                                      |
| سباق المطاردة الفردية                         | Marion Clignet (FRA)                                         | جوديث أرندت (GER)                                                   | Rasa Mazeikyte (LTU)                                                       |
| سباق النقاط                                   | Marion Clignet (FRA)                                         | جوديث أرندت (GER)                                                   | سارة أولمر (NZL)                                                           |